# Johann Pennarius
Johann Pennarius OFMConv (* 1517 in Neuss; † 11. September 1563 in Mainz) war Weihbischof in Köln.

## Leben
Der dem Minoritenorden angehörende Pennarius gehörte dem Kölner Minoritenkonvent an, studierte an der Universität Bologna und promovierte auch zum Dr. theol. Als Provinzial seines Ordens wurde er am 6. Oktober 1557 zum Titularbischof von Cyrene und Weihbischof in Köln ernannt. Er starb auf der Rückreise von einer Gesandtschaft zu Kaiser Ferdinand I. in Mainz, im Alter von 46 Jahren und wurde bei den Kartäusern in Mainz beigesetzt.